# Mia Farrow
Mia Farrow, właśc. María de Lourdes Villiers Farrow (ur. 9 lutego 1945 w Los Angeles) – amerykańska aktorka, aktywistka i była modelka. Laureatka Złotego Globu i Nagrody Davida di Donatello, a także trzech nominacji do nagrody filmowej BAFTA. 
Znana ze swojej aktywności jako ambasadorka dobrej woli UNICEF. Jest zaangażowana w działalność humanitarną w Darfurze, Czadzie i Republice Środkowoafrykańskiej. W 2008 roku magazyn Time uznał ją za jedną z najbardziej wpływowych osób na świecie.

## Życiorys
Urodziła się w Los Angeles w Kalifornii jako córka irlandzkiej aktorki Maureen O’Sullivan i australijskiego reżysera Johna Villiersa Farrowa. Wychowała się  w Beverly Hills w Kalifornii w surowej rodzinie katolickiej wraz z trzema siostrami - Prudence Anne (ur. 1948), Stephanie (ur. 1949) i Theresą Magdaleną „Tisą” (1951–2024) oraz trzema braćmi: Michaelem Damianem (1939–1958), Patrickiem Josephem (1942–2009; jego ciało zostało znalezione w jego galerii w Castleton w Vermont) i Johnem Charlesem (ur. 1946).
Często jeździła z rodzicami na plan filmowy. W wieku dwóch lat zadebiutowała w filmie dokumentalnym Unusual Occupations: Film Tot Holiday (1947). Uczęszczała do katolickich szkół parafialnych w Los Angeles. Mając dziewięć lat zachorowała na polio podczas epidemii w hrabstwie Los Angeles, która według doniesień dotknęła 500 osób. Została umieszczona na trzy tygodnie w oddziale izolacji, a później powiedziała, że to doświadczenie „oznaczało koniec [jej] dzieciństwa”.

## Życie prywatne
Była dwukrotnie mężatką. W latach 1966–1968 jej mężem był piosenkarz i aktor Frank Sinatra. Małżeństwo pozostało bezdzietne. 
W 1970 wyszła za mąż za dyrygenta i kompozytora André Previna, z którym miała trzech synów: bliźniaków Matthew i Saschę (ur. 1970) oraz Fletchera (ur. 1974). Para adoptowała troje dzieci: Soon-Yi (ur. 1970), Lark (1973–2008) i Summer (ur. 1974).  Farrow i Previn rozwiedli się w 1979. 
W latach 1980–1992 była związana z reżyserem Woodym Allenem, z którym doczekała się syna Ronana (ur. 1987). Ponadto wspólnie adoptowali dwoje dzieci: syna Mosesa (ur. 1978) i córkę Dylan (ur. 1985). Rozstanie z Allenem nastąpiło w atmosferze skandalu po tym, jak odkryła jego romans z Soon-Yi, jej adoptowaną córką z drugiego małżeństwa.
Jako samotny rodzic Farrow adoptowała jeszcze pięcioro dzieci: trzy córki – Tam (1979–2000), Frankie-Minh (ur. 1989) i Kaeli-Sheę (ur. 1994) oraz dwóch synów – Thaddeusa Wilka (1988–2016) i Isaiaha (ur. 1992). 

## Filmografia
- John Paul Jones (1959)

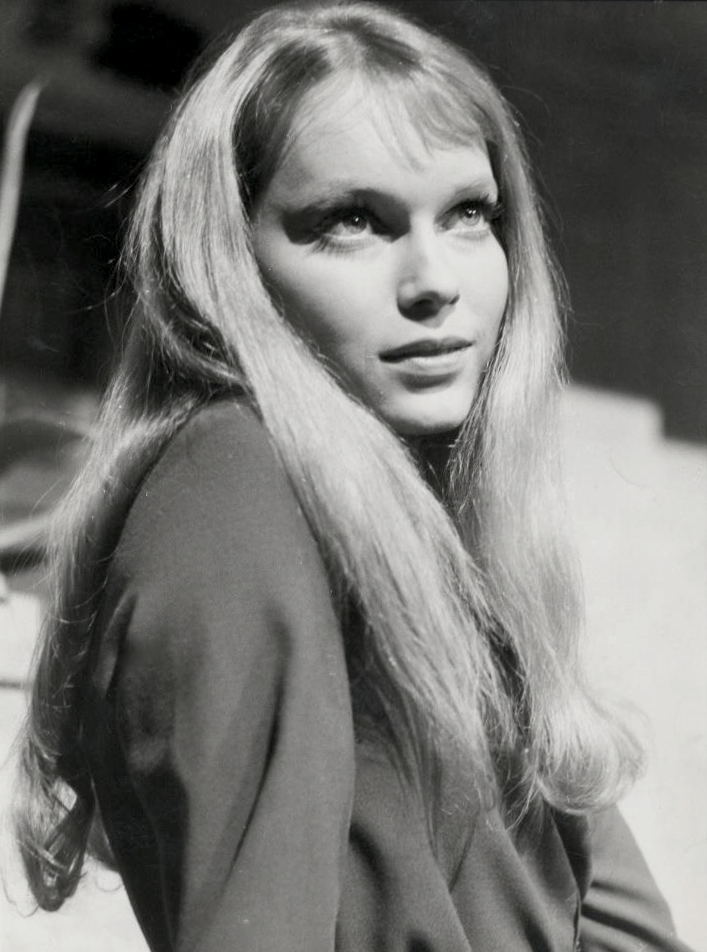
Mia Farrow w filmie Guns at Batasi (1964)

- Guns at Batasi (1964) jako Karen Eriksson
- Peyton Place (1964-1969) jako Allison Mackenzie (1964-1966)
- Johnny Belinda (1967) jako Belinda McDonald
- Dziecko Rosemary (Rosemary’s Baby, 1968) jako Rosemary Woodhouse
- A Dandy in Aspic (1968) jako Caroline
- Tajna ceremonia (Secret Ceremony, 1968) jako Cenci
- John i Mary (John and Mary, 1969) jako Mary
- Nie widząc zła (Blind Terror, 1971) jako Sarah
- Goodbye, Raggedy Ann (1971) jako Brooke Colier
- Doktor Popaul (Docteur Popaul, 1972) jako Christine Dupont
- Śledź mnie! (Follow Me!, 1972) jako Belinda
- Wielki Gatsby (The Great Gatsby, 1974) jako Daisy Buchanan
- Peter Pan (1976) jako Piotruś Pan
- Full Circle (1977) jako Julia Lofting
- Śmierć na Nilu (Death on the Nil, 1978) jako Jacqueline De Bellefort
- Dzień weselny (A Wedding, 1978) jako Elizabeth Brenner (Buffy)
- Lawina (Avalanche, 1978) jako Caroline Brace
- Huragan (Hurricane, 1979) jako Charlotte Bruckner
- Ostatni jednorożec (The Last Unicorn, 1982) jako Jednorożec (głos)
- Seks nocy letniej (A Midsummer Night's Sex Comedy, 1982) jako Ariel
- Zelig (1983) jako dr Eudora Fletcher
- Danny Rose z Broadwayu (Broadway Danny Rose, 1984) jako Tina Vitale
- Supergirl (1984) jako Alura
- Purpurowa róża z Kairu (The Purple Rose of Cairo, 1985) jako Cecilia
- Hannah i jej siostry (Hannah and Her Sisters, 1986) jako Hannah
- Złote czasy radia (Radio Days, 1987) jako Sally White
- Wrzesień (September, 1987) jako Lane
- Inna kobieta (Another Woman, 1988) jako Hope
- Nowojorskie opowieści (New York Stories, 1989) jako Lisa
- Zbrodnie i wykroczenia (Crimes and Misdemeanors, 1989) jako Halley Reed
- Alicja (Alice, 1990) jako Alice Tate
- Mężowie i żony (Husbands and Wives, 1992) jako Judy Roth
- Cienie we mgle (Shadows and Fog, 1992) jako Irmy -połykacz sztyletów
- Wdowy (Widows' Peak, 1994) jako panna O’Hare
- Feralna Gwiazdka (Reckless, 1995) jako Rachel
- Rapsodia Miami (Miami Rhapsody, 1995) jako Nina Marcus
- Angela Mooney (1996) jako Angela Mooney
- Redux Riding Hood (1997) jako Doris / Pani Wilk (głos)
- Części intymne (1997) jako Ona sama
- Miracle at Midnight (1998) jako Doris Koster
- Już nadchodzi (Coming Soon), 1999) jako Judy Hodsell
- Forget me Never (1999) jako Diane McGowin
- Jak to dziewczyny (A Girl Thing, 2001) jako Betty McCarthy
- Cel wyższy (Purpose, 2002) jako Anna Simmons
- Tajemnice Zoey (The Secret Life of Zoey, 2002) jako Marcia
- Samantha i Nellie (Samantha: An American Girl Holiday, 2004) jako babcia
- Artur i Minimki (Arthur et les Minimoys, 2006) jako babcia Daisy Suchot
- Omen (The Omen, 2006) jako pani Baylock
- Dedication (2006)
- The Last Unicorn (2006) jako Molly Grue
- Stara miłość nie rdzewieje (Fast Track, 2006) jako Amelia Kowalski
- Ratunku! Awaria (Be Kind Rewind, 2008) jako panna Falewicz
- Artur i zemsta Maltazara (Arthur et la vengeance de Maltazard, 2009) jako babcia Daisy Suchot
- Artur i Minimki 3. Dwa światy (Arthur et la guerre des deux mondes, 2010) jako babcia Daisy Suchot
- Czarny koń (Dark Horse, 2011) jako Phyllis